# Loir-et-Cher
Loir-et-Cher ( fransk udtale ?) er et fransk departement i regionen Centre-Val de Loire. Hovedbyen er Blois, og departementet har 314.968 indbyggere (1999).
Der er 3 arrondissementer, 15 kantoner og 276 kommuner i Loir-et-Cher.